# 奧克拉荷馬州奧克拉荷馬市聖殿
奧克拉荷馬州奧克拉荷馬市聖殿（Oklahoma City Oklahoma Temple）是第95座耶穌基督後期聖徒教會的聖殿，管理奧克拉荷馬州、阿肯色州、堪薩斯州和密蘇里州的耶穌基督後期聖徒教會。奧克拉荷馬市聖殿於1999年在奧克拉荷馬州開工，2000年竣工，面積10,769平方英尺（1,000.5平方）。

## 外部連結
- 维基共享资源上的相關多媒體資源：奧克拉荷馬州奧克拉荷馬市聖殿
- Official Oklahoma City Oklahoma Temple page （页面存档备份，存于）
- Oklahoma City Oklahoma Temple page（页面存档备份，存于）